# Wilaya
Wilaya (in arabo ولاية‎?, wilāya, pl. wilāyāt, o le denominazioni derivate da esso, per esempio il turco vilayet o eyalet, il persiano ولایت, velâyet, il swahili wilaya, l'uzbeco viloyat) si riferisce a un determinato livello di divisione amministrativa; a seconda dei casi può essere tradotto come "stato", "regione", "provincia" o "distretto". La parola araba deriva dalla radice <w-l-y>, che significa "amministrare", "governare", da cui deriva anche wālī, "governatore". La si trova (nelle sue varianti) in moltissimi paesi dell'Africa (soprattutto Nordafrica e Africa orientale) e dell'Asia (incluse alcune zone del Sudest asiatico), in generale laddove vi sia stata un'influenza della cultura islamica. Fra l'altro, storicamente, erano chiamate in questo modo le province dell'Impero Ottomano.

## Uso in specifici Paesi
| Stato         | Suddivisione                  |
| ------------- | ----------------------------- |
| Algeria       | 58 province                   |
| Marocco       | 62 province (e 13 prefetture) |
| Mauritania    | 15 regioni                    |
| Sudan         | 18 stati                      |
| Sudan del Sud | 28 stati                      |
| Tanzania      | 169 distretti                 |
| Tunisia       | 24 governatorati              |
| Afghanistan   | 34 province                   |
| Tagikistan    | 4 regioni                     |
| Turkmenistan  | 5 province                    |
| Uzbekistan    | 12 regioni                    |

In Kenya i distretti sono stati aboliti e sostituiti dalle contee e dalle subcontee.
In altri casi ancora il termine viene usato informalmente per riferirsi a un'area geografica, senza connotazioni amministrative; due esempi sono l'Indonesia e l'Iran. Un caso particolare è costituito dalle lingue hindi e urdu, dove la parola vilayet indica una qualsiasi nazione straniera.

## L'Eyalet nell'Impero ottomano
Divisioni dell'Impero ottomano in Eyalet.